# Aeoliscus punctulatus
Aeoliscus punctulatus is een  straalvinnige vissensoort uit de familie van snipmesvissen (Centriscidae). De wetenschappelijke naam van de soort is, als Amphisile punctulata, voor het eerst geldig gepubliceerd in 1854 door Bianconi.